# Oren Hazan

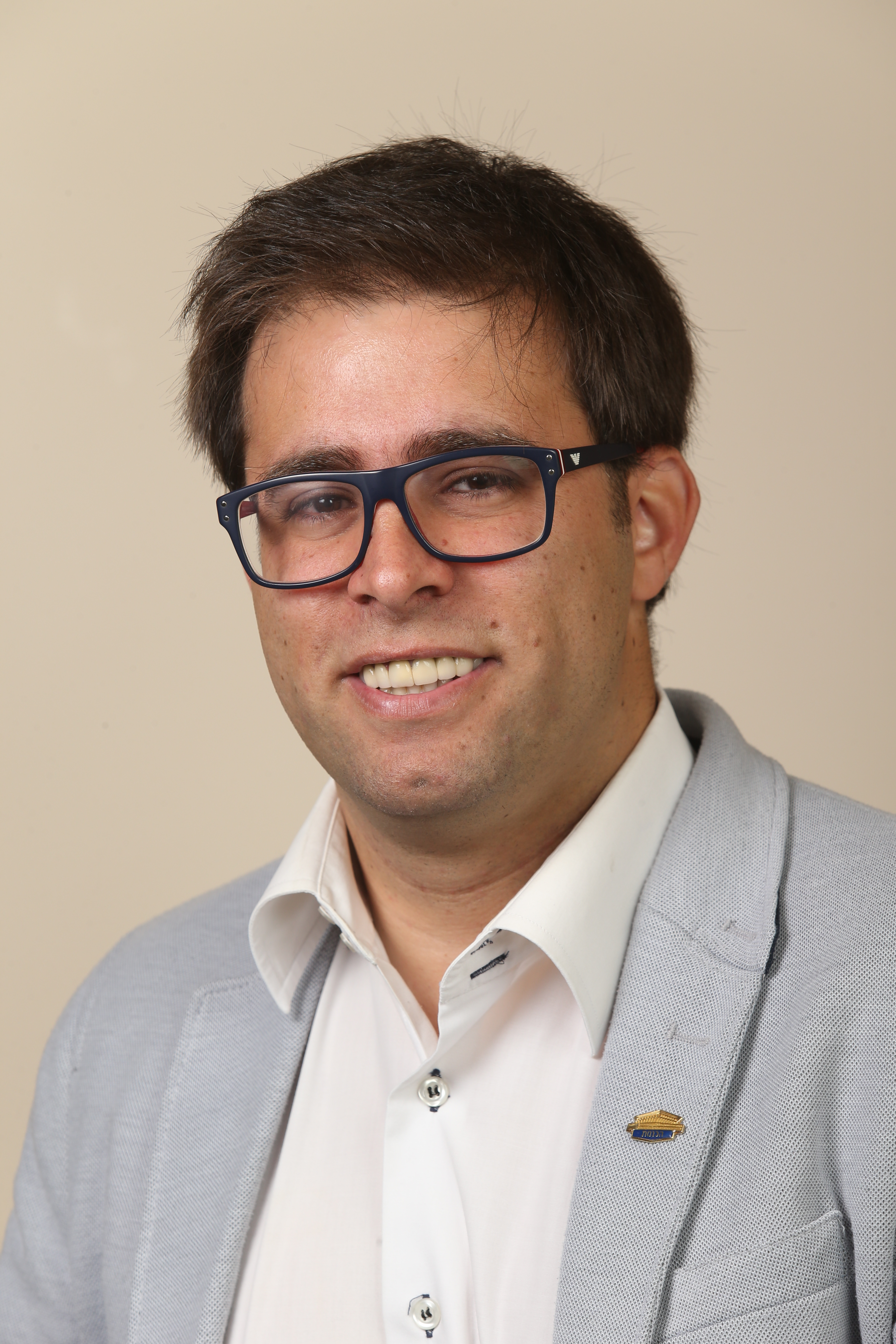
Oren Hazan, 2015

Oren Asaf Hazan (hebräisch אוֹרֶן אָסָף חַזָּן Oren Assaf Chasan, * 28. Oktober 1981) ist ein israelischer Politiker der Partei Likud. Er bezeichnet sich selbst als „israelischen Trump“ und ist vor allem für seine provokanten Auftritte bekannt.

## Leben
Sein Vater ist der israelische Politiker Jechiel Chasan. Hazan studierte Rechtswissenschaften am Ono Academic College in Kirjat Ono. Später war er als Manager eines Casinos in Bulgarien tätig.
Bei der Parlamentswahl in Israel 2015 kandidierte Hazan auf Platz 30 der Likud-Liste und erreichte damit ein Knesset-Mandat. Hazan wurde zu einem der Parlamentsvizepräsidenten gewählt. Gegen ihn gibt es Vorwürfe der Zuhälterei und von Drogengeschäften in Burgas (Bulgarien). Aus diesen Gründen wurde Hazan noch im selben Jahr von Parlamentssprecher Yuli Edelstein vorläufig seiner Parlamentsfunktion wieder enthoben.
Hazan versucht sich mit Selfies, unter anderem im Mai 2017 mit Donald Trump, zu profilieren. Er wohnt in Ariel, einer großen Siedlung im Westjordanland.